# Crotalaria hyssopifolia
Crotalaria hyssopifolia är en ärtväxtart som beskrevs av Johann Friedrich Klotzsch. Crotalaria hyssopifolia ingår i släktet sunnhampor, och familjen ärtväxter. Inga underarter finns listade i Catalogue of Life.